# ジャマイカ駅 (ニューヨーク)
ジャマイカ駅（英語: Jamaica）はアメリカ合衆国ニューヨーク市クイーンズ区にある駅。

## 概要
当駅はLIRRにとって極めて重要な駅である。というのもマンハッタンなどの都心側に複数設置されたターミナル駅からの路線群が集合し、またロングアイランド各地へ向かう路線群も当駅に集合するからであり、巨大な結節点になっている。また、LIRRの本社も駅構内に設置されている。このような背景があり、一日に二十万人以上の乗降客数と1000本以上の列車発着回数を誇り、大都会ニューヨークの中でもペンシルベニア駅やグランド・セントラル駅に次ぐ巨大駅となっている。また、ジョン・F・ケネディ国際空港への行くための乗り換え駅としても利用されている。

### 利用可能路線
- ロングアイランド鉄道（LIRR）本線および各支線[2]
- エアトレインJFK

このほかニューヨーク市地下鉄のサットフィン・ブールバード-アーチャー・アベニュー-JFKエアポート駅がすぐ近くにあり、同一駅として扱われている。

## 歴史

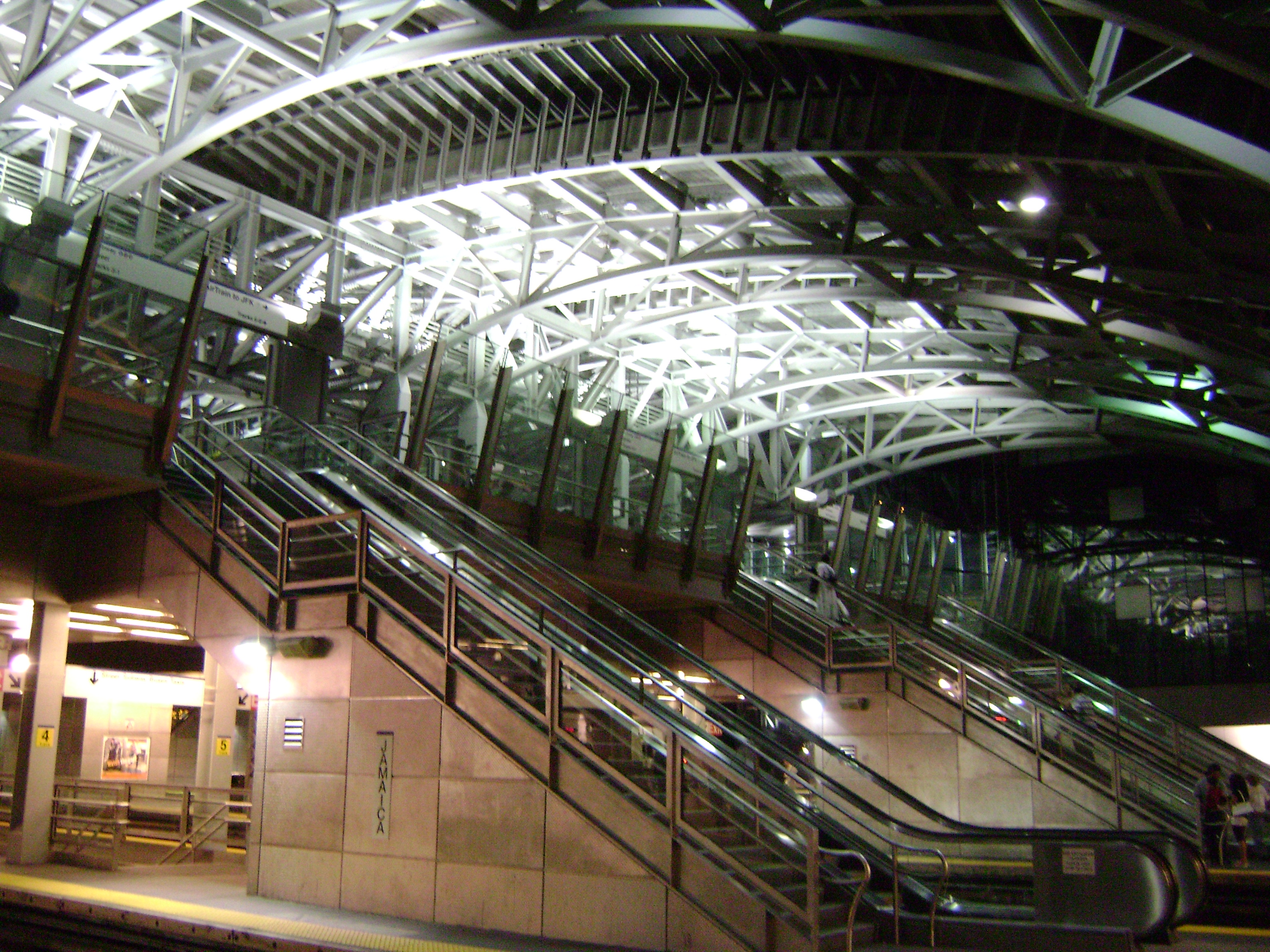
新たに設置された鉄骨とガラスのキャノピー

初代のジャマイカ駅はLIRR本線の終着駅として1836年に建てられたもので、現在のものより0.4マイルほど東にあった。1869年には改修されている。また、これとは別に近接する形でロングアイランド・サウスサイド鉄道（South Side Railroad of Long Island、現在のLIRRの路線のうちロングアイランドの南側、大西洋側を走る路線群を建設した会社。 ）のジャマイカ・ビーバー・ストリート駅（Jamaica Beaver Street）があった。この両者が1912年から13年にかけて統合され、現在のジャマイカ駅となっている。新しいジャマイカ駅は立地にやや不満があり、繁華街からはやや外れたところになってしまった。このためLIRRはジャマイカの東側、初代ジャマイカ駅の近くにユニオン・ホール・ストリート駅（Union Hall Street）を作り利便性を確保した。しかし、同駅は他の駅とも近いことから1976年に廃止されている。
2006年にロングアイランド鉄道を運営するMTAは3億8700万ドル（このうち1億ドルはニューヨーク・ニュージャージー港湾公社が負担）と5年の歳月をかけた当駅の改良工事を完成させた。この工事ではLIRRと市営地下鉄駅間にエレベーターが設置されたほか、LIRRとエアトレインの乗り換え口にはガラスと鉄骨を組み合わせた大きな屋根が設置された。

## 駅構造

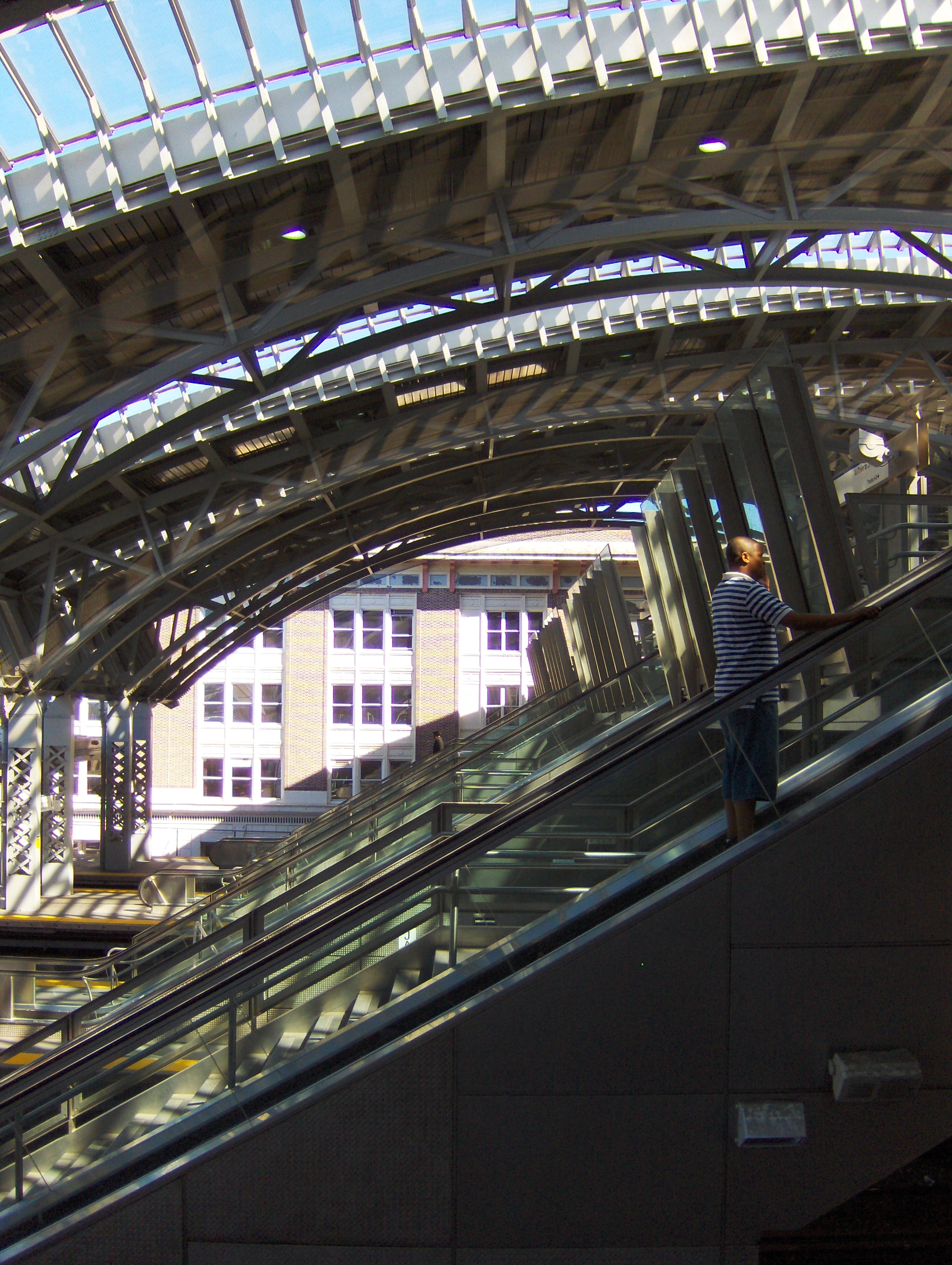
エアトレインJFK・ジャマイカ駅の出入口（2007年撮影）

### LIRR
2面3線の島式ホーム2つと1面2線の島式ホーム1つを持ち、合計5面8線の高架駅。このうち、2面3線のホームの真ん中の線路は両側をプラットホームに挟まれるように配置されている。この他に多数の留置線を持つ。

### エアトレインJFK
エアトレインのジャマイカ駅はLIRRのそれの南側に位置し、島式ホーム1面2線を持つ高架駅となっている。エアトレインの列車は無人運転で運転士が乗務しないので、ホームには安全のためにホームドアが設置されている。

## 駅周辺
駅周辺の大通りは商店が並び、人通りも多いが、一歩路地に入ると雰囲気が一変する。犯罪の多い地区なので軽はずみに町を散策しようとは思わない方がよい。

## バス
MTAニューヨーク市バス:
- Q20A: アーチャー・アベニュー/メリック・ブールバードまたはカレッジ・ポイント（20番街経由）行き（メイン・ストリート経由）
- Q20B: アーチャー・アベニュー/メリック・ブールバードまたはカレッジ・ポイント（14番街経由）行き（メイン・ストリート経由）
- Q24: アーチャー・アベニュー/168丁目またはブルックリン区ブッシュウィック（英語版）行き（アトランティック・アベニュー経由）
- Q30: リトル・ネック（英語版）行き（ユートピア・パークウェイ経由）
- Q31: ベイサイド（英語版）行き（ユートピア・パークウェイ経由）
- Q43: フローラル・パーク（英語版）行き（ヒルサイド・アベニュー（英語版）経由）
- Q44: アーチャー・アベニュー/メリック・ブールバードまたはブロンクス動物園行き（メイン・ストリート経由）
- Q54: ジャマイカ・アベニュー/171丁目またはブルックリン区ウィリアムズバーグ行き（メトロポリタン・アベニュー経由）
- Q56: ジャマイカ・アベニュー/171丁目またはブルックリン区イースト・ニューヨーク（英語版）のブロードウェイ・ジャンクション（英語版）行き（ジャマイカ・アベニュー経由）

MTAバス:
- Q6: ジョン・F・ケネディ国際空港のノース・カーゴ・ロードまたは165丁目バスターミナル（英語版）行き（サットフィン・ブルバード経由）
- Q8: ブルックリン区スターレット・シティ（英語版）のゲートウェイ・センター・モールまたは165丁目バスターミナル行き（101番街経由）
- Q9: サウス・オゾン・パーク（英語版）または165丁目バスターミナル行き（サットフィン・ブールバード、ヴァン・ウィック・エクスプレスウェイ、リンカーン・ストリート経由）
- Q25: カレッジ・ポイント（英語版）行き（パーソンズ・ブールバード経由）
- Q34: ホワイトストーン（英語版）行き（パーソンズ・ブールバード経由）
- Q40: サウス・ジャマイカ（英語版）またはサットフィン・ブールバード/ヒルサイド・アベニュー行き（サットフィン・ブールバード、レイクウッド・アベニュー、142丁目経由）
- Q41: リンデンウッド（英語版）または165丁目バスターミナル行き（127丁目、クロス・ベイ・ブールバード（英語版）経由）
- Q60: サウス・ジャマイカまたはミッドタウン行き（クイーンズ・ブールバード（英語版）経由）
- Q65: カレッジ・ポイント行き（164丁目、カレッジ・ポイント・ブールバード経由）